# Everett Sanipass
Everett Sanipass (né le 13 février 1968 à Elsipogtog, dans la province du Nouveau-Brunswick au Canada) est un joueur professionnel canadien de hockey sur glace. Il est le premier micmac à jouer pour la Ligue nationale de hockey.

## Carrière de joueur
Jouant pour le Canadien junior de Montréal dans la Ligue de hockey junior majeur du Québec, il fut alors repêché par les Blackhawks de Chicago en 1986 devenant ainsi le premier Amérindien provenant du Nouveau-Brunswick à être repêché par un club de la LNH. La fin de sa carrière junior fut marquée par un événement mondial, il était de l'alignement de l'équipe Canada qui participé au Championnat du monde junior de hockey sur glace. Son équipe, bataillant pour la médaille d'or contre les Russes fut impliquée dans une bagarre générale. Il s'ensuivit la disqualification des équipes canadienne et russe. L'or revint alors à la Finlande.
Après ces événements, il se joint aux Blackhawks de Chicago où il passa quatre saisons avant d'être échangé aux Nordiques de Québec en 1990 dans l'échange qui envoya le joueur vedette des Nordiques et futur membre du Temple de la Renommée du hockey, Michel Goulet. En janvier 1991, lors d'une partie contre les Flyers de Philadelphie, il se blessa au dos. Cette blessure le forcera finalement à prendre une retraite hâtive du hockey. Au cours des quatre saisons suivantes, il joua moins de 40 parties.

## Statistiques

### En club
| Saison     | Équipe                     | Ligue          |     | Saison régulière | Saison régulière | Saison régulière | Saison régulière | Saison régulière |    | Séries éliminatoires | Séries éliminatoires | Séries éliminatoires | Séries éliminatoires | Séries éliminatoires |
| Saison     | Équipe                     | Ligue          | PJ  | B                | A                | Pts              | Pun              | PJ               | B  | A                    | Pts                  | Pun                  |                      |                      |
| 1983-1984  | Flyers de Moncton          | NBAHA          | 37  | 43               | 26               | 69               | -                | -                | -  | -                    | -                    | -                    |                      |                      |
| 1984-1985  | Canadiens junior de Verdun | LHJMQ          | 38  | 8                | 11               | 19               | 84               | 12               | 2  | 5                    | 7                    | 66                   |                      |                      |
| 1985       | Canadiens junior de Verdun | Coupe Memorial | -   | -                | -                | -                | -                | 2                | 1  | 0                    | 1                    | 2                    |                      |                      |
| 1985-1986  | Canadiens junior de Verdun | LHJMQ          | 67  | 28               | 66               | 94               | 320              | 5                | 0  | 2                    | 2                    | 16                   |                      |                      |
| 1986-1987  | Canadiens junior de Verdun | LHJMQ          | 24  | 17               | 36               | 53               | 175              | -                | -  | -                    | -                    | -                    |                      |                      |
| 1986-1987  | Bisons de Granby           | LHJMQ          | 11  | 17               | 12               | 29               | 45               | 8                | 6  | 4                    | 10                   | 48                   |                      |                      |
| 1986-1987  | Blackhawks de Chicago      | LNH            | 7   | 1                | 3                | 4                | 2                | -                | -  | -                    | -                    | -                    |                      |                      |
| 1987-1988  | Blackhawks de Chicago      | LNH            | 57  | 8                | 12               | 20               | 126              | 2                | 2  | 0                    | 2                    | 2                    |                      |                      |
| 1988-1989  | Hawks de Saginaw           | LIH            | 23  | 9                | 12               | 21               | 76               | -                | -  | -                    | -                    | -                    |                      |                      |
| 1988-1989  | Blackhawks de Chicago      | LNH            | 50  | 6                | 9                | 15               | 164              | 3                | 0  | 0                    | 0                    | 2                    |                      |                      |
| 1989-1990  | Ice d'Indianapolis         | LIH            | 33  | 15               | 13               | 28               | 121              | -                | -  | -                    | -                    | -                    |                      |                      |
| 1989-1990  | Blackhawks de Chicago      | LNH            | 12  | 2                | 2                | 4                | 17               | -                | -  | -                    | -                    | -                    |                      |                      |
| 1989-1990  | Nordiques de Québec        | LNH            | 9   | 3                | 3                | 6                | 8                | -                | -  | -                    | -                    | -                    |                      |                      |
| 1990-1991  | Citadels d'Halifax         | LAH            | 14  | 11               | 7                | 18               | 41               | -                | -  | -                    | -                    | -                    |                      |                      |
| 1990-1991  | Nordiques de Québec        | LNH            | 29  | 5                | 5                | 10               | 41               | -                | -  | -                    | -                    | -                    |                      |                      |
| 1991-1992  | Citadels d'Halifax         | LAH            | 7   | 3                | 5                | 8                | 31               | -                | -  | -                    | -                    | -                    |                      |                      |
| 1992-1993  | Citadels d'Halifax         | LAH            | 9   | 1                | 3                | 4                | 36               | -                | -  | -                    | -                    | -                    |                      |                      |
| 1993-1994  | Schooners de Richibucto    | NBSHL          | -   | -                | -                | -                | -                | 7                | 10 | 9                    | 19                   | 25                   |                      |                      |
| 1994-1995  | Penguins de East Hants     | MJrHL          | 21  | 9                | 21               | 30               | -                | -                | -  | -                    | -                    | -                    |                      |                      |
| Totaux LNH | Totaux LNH                 | Totaux LNH     | 164 | 25               | 34               | 59               | 358              | 5                | 2  | 0                    | 2                    | 4                    |                      |                      |

### En équipe nationale
| Année | Équipe | Compétition |   | PJ | B | A | Pts | Pun         |  | Résultat |
| 1987  | Canada | CdM Jr.     | 6 | 3  | 2 | 5 | 8   | Disqualifié |  |          |

### Équipes d'étoiles et Trophées
- 1987 : nommé dans la 1re équipe d'étoiles de la Ligue de hockey junior majeur du Québec.

### Transactions en carrière
- 5 mars 1990 : échangé aux Nordiques de Québec par les Blackhawks de Chicago avec Mario Doyon et Daniel Vincelette pour Michel Goulet, Greg Millen et le choix de 6e ronde de Québec (Kevin St. Jacques) lors du Repêchage d'entrée dans la LNH 1991.